# فرانك ريتشاردسون (مخرج)
فرانك ريتشاردسون (بالإنجليزية: Frank Richardson)‏ هو كاتب سيناريو ومخرج أمريكي، ولد في 1898 في فيلادلفيا في الولايات المتحدة، وتوفي في 30 يناير 1962.

## وصلات خارجية
- فرانك ريتشاردسون على موقع IMDb (الإنجليزية)
- فرانك ريتشاردسون على موقع أول موفي (الإنجليزية)
- فرانك ريتشاردسون على موقع أول موفي (الإنجليزية)
- فرانك ريتشاردسون على موقع قاعدة بيانات الأفلام السويدية (السويدية)
- فرانك ريتشاردسون على موقع كينوبويسك (الروسية)
- فرانك ريتشاردسون على موقع كينوبويسك (الروسية)